# Северная Македония на Универсиадах
Северная Македония (до 2019 Македония) принимает участие в Универсиадах начиная с летней Универсиады 1993 года в Буффало. На зимних Универсиадах спортивная делегация Северной Македонии участвует начиная с Универсиады 2007 года в Турине. До этого спортсмены Северной Македонии выступали, начиная с первой летней Универсиады 1959 года, в команде Югославии.
На настоящее время спортсмены Северной Македонии на всех Универсиадах завоевали в сумме 1 медаль, не золотую, медаль завоёвана на летней Универсиаде.

## Медальный зачёт
По состоянию на настоящий момент (после летней Универсиады 2021 и зимней Универсиады 2023).

### Медали на летних Универсиадах
| Универсиады    | Золото               | Серебро              | Бронза               | Всего                | Место                |
| -------------- | -------------------- | -------------------- | -------------------- | -------------------- | -------------------- |
| 1993 Буффало   | 0                    | 0                    | 0                    | 0                    | —                    |
| 1995 Фукуока   | не участвовали       | не участвовали       | не участвовали       | не участвовали       | не участвовали       |
| 1997 Сицилия   | 0                    | 0                    | 0                    | 0                    | —                    |
| 1999 Пальма    | 0                    | 0                    | 0                    | 0                    | —                    |
| 2001—2007      | не участвовали       | не участвовали       | не участвовали       | не участвовали       | не участвовали       |
| 2009 Белград   | 0                    | 0                    | 0                    | 0                    | —                    |
| 2011 Шэньчжэнь | 0                    | 0                    | 1                    | 1                    | 59                   |
| 2013 Казань    | 0                    | 0                    | 0                    | 0                    | —                    |
| 2015 Кванджу   | 0                    | 0                    | 0                    | 0                    | —                    |
| 2017 Тайбэй    | 0                    | 0                    | 0                    | 0                    | —                    |
| 2019 Неаполь   | 0                    | 0                    | 0                    | 0                    | —                    |
| 2021 Чэнду     | не участвовали       | не участвовали       | не участвовали       | не участвовали       | не участвовали       |
| 2023           | Универсиада отменена | Универсиада отменена | Универсиада отменена | Универсиада отменена | Универсиада отменена |
| Всего          | 0                    | 0                    | 1                    | 1                    |                      |